# Lars Gunnar Sønsteby
Lars Gunnar Sønsteby (* 9. Mai 1970 in Drammen) ist ein ehemaliger norwegischer Basketballspieler.

## Laufbahn
Der 2,02 Meter messende Sønsteby begann seine Laufbahn beim Drammen Basketballklubb, im Erwachsenenbereich spielte er zunächst in Kongsberg. Er verließ sein Heimatland 1994 und wechselte in die Vereinigten Staaten an die Northeastern State University (Bundesstaat Oklahoma). Dort blieb er bis 1996, anschließend spielte er von 1996 bis 1998 in der ersten Liga Norwegens für Baerums Verk IF.
In der Saison 1998/99 stand er zunächst im Aufgebot des spanischen Erstligisten Recreativos Orenes Murcia, kam jedoch nicht zum Einsatz, wechselte zunächst zum BK Klosterneuburg in die österreichische Bundesliga und noch in derselben Spielzeit weiter zum deutschen Bundesligisten Basket Bayreuth. In neun Bundesliga-Einsätzen für die Oberfranken kam der Norweger auf 5,3 Punkte sowie 4,8 Rebounds je Begegnung.
Er ging im Vorfeld der Saison 1999/2000 in sein Heimatland zurück. Er spielte weitere zwei Jahre bei Baerums Verk IF, mit den Asker Aliens nahm er in der Saison 2002/03 am Europapokalbewerb FIBA Europe Regional Challenge Cup teil. 2005 spielte er bei den Kongsberg Penguins, anschließend ging er zum Drittligisten ATA Pitzemburg nach Belgien. Im Herbst 2006 wechselte er innerhalb Belgiens zum Verein Flénu-Quaregnon.
In der Saison 2013/14 führte er die Damen von Ullern Elite als Trainer zum Gewinn des norwegischen Meistertitels. 2014 wurde er Cheftrainer der Herrenmannschaft von Bærum Basket. Bærum wurde unter Sønsteby als Trainer im Jahr 2015 norwegischer Vizemeister, er war anschließend bei den Asker Aliens tätig, die er 2018 ebenfalls zu Silber in der norwegischen Meisterschaft geleitete. Zur Saison 2018/19 wechselte er ins Traineramt der Kongsberg Miners. Er gewann mit Kongsberg im Frühjahr 2019 den Meistertitel, anschließend verließ er den Verein.

### Nationalmannschaft
Sønsteby bestritt 53 A-Länderspiele für Norwegen.